# 火烧圆明园 (电影)
《火烧圆明园》（英語：The Burning of Yuan Ming Yuan）1983年上映的历史灾难片，依據清朝圆明园被英法联军焚烧破坏的真实事件改編，主演是刘晓庆、梁家辉、张铁林。

## 剧情
1860年10月18日，英法联军攻入北京城，满清皇帝咸丰帝带着妃嫔以及大臣肃顺匆忙逃出北京城，恭亲王奕訢留在北京和列强谈判，但是没有谈出令列强满意的结果，列强懊恼之下，率领军队衝入圆明园，抢劫了其间的珍宝并且纵火，园子烧了3天3夜。自此，圆明园从中国版图消失，只留下一个遗址。

## 與史實差異
事實上，火燒圓明園的原因是第八代額爾金伯爵詹姆斯·布魯斯得知之前被清軍擄去的英國外交人員被清軍虐待至死後，下令英軍焚毀圓明園作為報復，懲戒清朝與咸豐帝。

## 演员
| 演员   | 角色     | 备注                                   |
| 梁家辉 | 咸丰帝   | 清文宗                                 |
| 刘晓庆 | 懿贵妃   | 咸丰皇帝贵妃 ( 後來的慈禧太后 )        |
| 项堃   | 肃顺     | 御前大臣，愛新覺羅氏皇族               |
| 张铁林 | 奕訢     | 恭亲王，愛新覺羅氏皇族                 |
| 周洁   | 丽妃     | 咸丰皇帝妃                             |
| 陈烨   | 皇后     | 咸丰皇帝皇后 ( 后来的慈安太后 )        |
| 張樹義 | 載淳     | 咸丰帝和懿贵妃之子，即後來的同治帝     |
| 王憧   | 载垣     | 怡亲王，愛新覺羅氏皇族                 |
| 王培   | 端华     | 郑亲王，愛新覺羅氏皇族                 |
| 郑振瑶 | 富察氏   | 富察氏，慈禧之母                       |
| 俞立文 | 杜翰     | 军机大臣，咸丰师傅杜受田的儿子         |
| 吕世平 | 景寿     | 御前大臣，道光帝六额驸                 |
| 沈卫国 | 穆荫     | 军机大臣                               |
| 王运庭 | 匡源     | 军机大臣                               |
| 孟洋   | 焦祐瀛   | 军机大臣                               |
| 李岩   | 僧格林沁 | 科尔沁亲王，蒙古博爾濟吉特氏，大清名將 |
| 庞万宁 | 巴夏礼   | 英国使节                               |
| 马彬彬 | 婉嫔     |                                        |
| 董黛   | 玫嫔     |                                        |
| 胡瑛瑛 | 祺嫔     |                                        |
| 闪增宏 | 安德海   | 慈禧近身太监                           |
| 梁燕生 | 桂良     | 文华殿大学士，恭亲王岳父               |
| 李占文 | 王喜庆   | 肃顺安插在宫中的内应                   |
| 阎青妤 | 双喜     | 慈安近身丫鬟                           |

## 軼事
80年代，剧组差别对待内地和香港的演员。刘晓庆曾偷用香港演员梁家辉的饭票。后来，刘晓庆自己在微博爆料这件趣事。

## 奖项
中华人民共和国文化部的优秀影片奖特别奖。

## 主題曲
| 曲序 | 曲目                     |        | 作曲              | 主唱   |
| ---- | ------------------------ | ------ | ----------------- | ------ |
| 1.   | 《火燒圓明園》（主题曲） | 盧國沾 | 泰來 編曲：奧金寶 | 鄭少秋 |

## 另見
- 火龍 (1986年電影)